# クサタチバナ
クサタチバナ（草橘、学名： Vincetoxicum acuminatum）はキョウチクトウ科（旧分類ではガガイモ科）カモメヅル属の多年草。

## 特徴
茎は直立し、分枝せず、高さは30-60cmになる。葉は長さ5-16mmの葉柄をもって茎に対生し、葉身は卵形から長楕円形で全縁、長さ5-13cm、幅3-6cmになり、先端は尖り、基部は丸みを帯びる。葉の両面の葉脈に微毛が生える。
花期は6-7月。茎の上部の葉腋から花柄がでて、その先に花序を多数出す。花冠は白色で5裂し径2cmになる。副花冠は淡黄色を帯びる。萼も5裂する。
花が終わると長さ4-6cmの、旧ガガイモ科特有の果実（袋果）をつける。秋に袋果が割れ、種髪（毛束）をつけた種子がはじける。

## 分布と生育環境
日本では本州の関東地方以西、四国に分布し、山地の草地や、やや乾いた林内に自生する。アジアでは朝鮮、中国（東北地方）に分布する。

## Status
準絶滅危惧（NT）（環境省レッドリスト）

## 近縁種
- イヨカズラ（伊予葛） Vincetoxicum japonicum
- コバノカモメヅル（小葉の鴎蔓）  Vincetoxicum sublanceolatum
- シロバナカモメヅル（白花鴎蔓）  Vincetoxicum sublanceolatum var. macranthum
- スズサイコ（鈴柴胡） Vincetoxicum pycnostelma
- タチガシワ（立柏） Vincetoxicum magnificum
- フナバラソウ（舟腹草） Vincetoxicum atratum
- ロクオンソウ（鹿苑草） Vincetoxicum amplexicaule